# Klingonci
Klingonci (klingonski: tlhIngan; Izgovor: /ˈt͡ɬɪŋɑn/) su izmišljena ratnička rasa u Zvjezdanim stazama. Pojavljuju se u svim serijalima Zvjezdanih staza, počevši kao negativci u originalnoj seriji (TOS), dok kasnije postaju saveznici Ujedinjenoj Federaciji Planeta.
Izmislio ih je scenarist Gene Coon. Klingonci su se prvi puta pojavili 1967. u epizodi "Errand of Mercy". Dobili su ime po naredniku Wilburu Clinganu, kolegi tvorca Star Treka Genea Roddenberryja u Policijskoj upravi Los Angelesa.
Sukob Federacije i Klingonaca nastao je originalno kao alegorija tada aktualnog hladnog rata. Zvjezdane staze: Nova generacija nastavila je prikazivati Klingonce kao ratnički nastrojenu rasu, ali baziranu na kulturi časti sličnoj kodeksu bushido u feudalnom Japanu.

## Vanjski izgled
Mišićavog čovjekolikog izgleda, Klingonci tipično imaju dugu velnavu kosu koju često pletu u pletenice, a brkovi i brada tipični su među muškarcima. Vjerojatno najprepoznatljivija karakteristika im je naborano čelo. Koštane strukture i uzorci koje tvore odražavaju se i na nosu i uzduž kičmenog dijela leđa.  Ti uzorci, koji su također vidljivi i na stopalima i leđima, variraju od obitelji do obitelji. Manje su izraženi kod pojedinaca s miješanim porijeklom, kao kod K'Ehleyr ili B'Elanne Torres.

## Anatomija
Klingonci imaju puno "rezervnih" dijelova tijela i organa, poput rezervnih želudaca, pluća, jetra, srca s osam komora (iako "Star Trek Medical Reference Manual" prikazuje samo tri), te dvadeset i tri rebra. To čini Klingonce izuzetno izdržljivima. Rebra su im isprepletena, zubi prirodno oštri i s višestrukim rubovima.
Spock u jednoj epizodi navodi kako Klingonci nemaju suzne kanale, iako klingonska mitologija navodi kako je Kahless jednom ispunio ocean svojim suzama. Prirodni životni vijek Klingonaca premašuje 150 godina, ali tipični klingonski muškarac umire mlad u bitki, a ne od starosti.

### Krv
Star Trek VI: Neotkrivena zemlja prikazuje klingonsku krv u ružičastoj boji, ali u svim drugim slučajevima njihova je krv crvena kao i ljudska. Redatelj Neotkrivene zemlje Nicholas Meyer objašnjava na traci s komentarima na DVD-u da je krv bila tako prikazana da film ne bi završio u kategoriji za gledateljstvo iznad 18 godina u SAD-u. Kako klingonska krv više nije nalikovala na krv čovjeka, cenzori su film ocijenili prikladnim "za sve uzraste".
Epizoda Broken Bow iz serije Enterprise navodi da klingonski eritrociti sadrže DNK, za razliku od njihovog ljudskog ekvivalenta.

## Planet porijekla
Qo'noS je planet Klingonaca (izgovara se "Kronos").  Klingonsko Visoko Vijeće, vlada Klingonskog Carstva, nalazi se u Prvom Gradu na Qo'noS-u. Qo'noS je opisan kao planet zelene boje iz perspektive iz orbite. Na njemu se nalazi veliki ocean i jedan kontinent, a jako nagnuta rotacijska os uzrokuje silovite promjene godišnjih doba, turbulentnu atmosferu i ekstreme vrućeg i hladnog vremena. Oko 14. stoljeća Qo'noS je pretrpio invaziju Hur'q-a. Ljudi prvi put dolaze na planet 2151. godine.
Planet je imao prirodni satelit Praxis do 2293., kad je uništen u industrijskoj nesreći ("Star Trek VI: Neotkrivena zemlja").  Praxis je tada bio glavni pogon za proizvodnju energije za Klingonsko Carstvo. Njegova eksplozija izazvala je strašne ekološke posljedice za Qo'noS.  Kao rezultat, Klingonci su započeli s mirnim rješavanjem krize i suradnjom s ostatkom galaksije - što je naposljetku rezultiralo formalnim udruživanjem s Ujedinjenom Federacijom Planeta.

## Jezik
Klingonski jezik (tlhIngan Hol u Klingonskom), je izmišljeni jezik koji govore Klingonci u serijama i filmovima Zvjezdanih staza.
Osnovne glasove (zajedno s nekoliko riječi) je izmislio James Doohan (glumac koji glumi strojara Scottyja) za film Star Trek: The Motion Picture. Tada je ovaj jezik prvi put uporabljen u filmu. Prije toga su Klingonci uvijek bili prikazivani da govore engleski. Iako, s obzirom na postojanje tzv. univerzalnog prevoditelja u tehnologiji Zvjezdanih staza, može se pretpostaviti da engleski predstavlja prevedeni klingonski koji čuju federacijski časnici.
Jezikoslovac Marc Okrand je za Novu generaciju stvorio kompletan jezik s vokabularom i gramatikom, baziran na Doohanovim riječima i načinu izgovaranja (Doohan je također izmislio i prve vulkanske "riječi" koje je bilo moguće čuti u originalnoj seriji). Napisao je i knjigu The Klingon Dictionary, u kojoj razrađuje gramatiku, sintaksu i vokabular.
Klingonski se koristi i izvan konteksta Star Treka. Npr. izdavač "Pocket Books" je izdao i prijevod Hamleta na klingonski nakon izlaska Star Trek VI: Neotkrivene zemlje.

## Vlada
2369. su klingonski narod i njihovo međuzvjezdano carstvo postali su podanici oligarhije koju predstavlja Klingonsko Veliko Vijeće i glavni član car. U drevnoj klingonskoj prošlosti car je posjedovao apsolutnu moć, no u doba serijala on je samo marioneta Velikog vijeća, čiji predstavnik, kancelar je pravi vođa klingonske države, nazvane Klingonsko Carstvo. Iako je ime "Klingon Imperial Empire" ("Klingonsko Imperijalno Carstvo") isto upotrebljavano, to je na kraju ipak odbačeno kao pretjerano.

## Religija/mitologija

### Mit o stvaranju
Tijekom tradicionalne klingonske ceremonije vjenčanja recitira se dio mita o stvaranju:
"Vatrom i čelikom bogovi su iskovali klingonsko srce. Tako je strašno tuklo, tako je glasan bio zvuk, da su bogovi povikali: "Danas smo stvorili najjače srce što postoji. Nitko ne može stati preda nj da ne zadrhti od te snage." No, tad je klingonsko srce oslabjelo, pravilan se ritam poremetio. Bogovi su rekli: Zašto si tako oslabjelo? Stvorili smo te da budeš najjače od svih.
"A srce je reklo... - Samo sam."
Bogovi su vidjeli da su pogriješili, vratili se u kovačnicu i stvorili drugo srce.
Drugo srce tuklo je jače od prvog i prvo mu je zavidjelo. Srećom, drugo srce bilo je prekaljeno mudrošću.
"Ako se udružimo, nikakva nas sila ne može zaustaviti."
Kada su dva srca počela tući zajedno, ispunila su nebesa strahovitim zvukom. Prvi su se put bogovi uplašili. Pokušali su pobjeći, ali bilo je prekasno. Klingonska srca uništila su bogove koji su ih stvorili. Pretvorili su nebesa u pepeo. Do dana današnjega, nitko ne može protiv dva klingonska srca."
U kasnijim epizodama Zvjezdanih staza, mit se ponovno spominje, i saznaje se identitet prvog Klingonca ikada, imena Kortar, koji je uništio bogove koji su ga stvorili, i kao kaznu prevozi duše nečasnih do Gre'thora, klingonskog pakla.

### Sto-vo-kor
Sto-vo-kor (ili Sto'Vo'Kor) je zagrobni život za časne Klingonce, gdje odlaze svi pravi ratnici nakon smrti, kako bi vodili vječnu borbu protiv velikih neprijatelja. Dvorane Sto-vo-kora čuva Kahless Nezaboravni (Kahless the Unforgettable).
Prema starom ritualu ak'voh, kada ratnik umre u bitci, njegovi drugovi ostaju uz tijelo kako bi zaštitili ratnika od predatora, dopuštajući njegovu duhu da napusti tijelo i ode u Sto-Vo-Kor. Klingonci mogu doći u Sto-vo-kor umiranjem u bitci ili izvršavanjem herojskog čina. Također mogu doći dopuštajući drugom Klingoncu da ih ubije.
Ako ratnik pogine u iznenadnom napadu ili nekom drugom smrću u kojoj nema istinske časti, njegovi bližnji mogu izvesti neki herojski čin u ime palog ratnika kako bi osigurali da ratnik stigne u Sto-Vo-kor, dokazujući da je ratnik živio život koji druge može nadahnuti na velike i hrabre pothvate.

### Gre'thor
Gre'thor je klingonski ekvivalent pakla. To je mjesto gdje odlaze duše nečasnih nakon plovidbe vodama punim Kos'karii-ja na Barci mrtvih (Barge of the Dead). Znak Gre'thora, i nečasnih Klingonaca je okrenuti znak Carstva. Kingoncima na Barci se znak žigosa na lijevi obraz prilikom dolaska na Barku. Vrata Gre'thora čuva mitološko čudovište Fek'lhr.

## U popularnoj kulturi
Zbog svog položaja kao glavnih neprijatelja Federacije u The Original Series, Klingonci su postigli status ikone, uzimajući u obzir Star Trek.
Osim toga, nekoliko knjiga i CD-a je objavljeno sredinom i krajem 1990-tih kao vodiči za učenje klingonskog jezika.
Epizode crtića The Simpsons u kojima se pojavljuje "Lik iz stripa" povremeno se osvrću na njegovo enciklopedijsko znanje o klingonskim artefaktima.
U više filmova i knjiga se spominje kako je netko "tečan u Javi i klingonskom" kad se za istoga želi dati opis "štrebera".